# شو غوانغشيان
شو غوانغشيان (بالصينية: 徐光宪) (7 نوفمبر 1920 - 28 أبريل 2015)، والمعروف أيضا باسم كوانغ هسين هسو، كان كيميائيًا صينيًا. كان عضوًا في الأكاديمية الصينية للعلوم ويحظى بالاحترام لمساهماته في الكيمياء النظرية والتجريبية. وهو الرئيس السابق للجمعية الكيميائية الصينية، ويُعرف باسم "أبو كيمياء العناصر الأرضية النادرة الصينية". توفي في بكين في 28 أبريل 2015، عن عمر يناهز 94 عام.

## النشاة والتعليم
ولد شو في شاوشينغ بمقاطعة تشجيانغ في 7 نوفمبر 1920. التحق بمدرسة هانغتشو الصناعية المهنية المتقدمة في تشجيانغ  (وهي الآن جزء من جامعة شانغهاي جياو تونغ ). بسبب الحرب ضد اليابان، تم نقل الطلاب وأعضاء هيئة التدريس إلى مدرسة صناعية متقدمة في نينغبو، حيث تخرج شو عام 1939.
عام 1940 التحق شو بجامعة جياوتونغ في شنغهاي (المعروفة الآن جامعة شنغهاي جياو تونغ). مرة أخرى، كان هناك اضطراب في الجامعة بسبب الحرب. حصل شو على درجة البكالوريوس في العلوم. عام 1944.  عام 1945، عمل شو كمساعد تدريس في جامعة شنغهاي، مع الأستاذ Gu Jidong. تزوج من إحدى زميلاته في الدراسة، الكيميائية قاو شياوكسيا عام 1946. 
اجتاز شو وغاو الامتحانات الوطنية للدراسة في الخارج عام 1946. سافر شو إلى الولايات المتحدة عام 1948 لحضور مدرسة الدراسات العليا بجامعة واشنطن في سانت لويس. بعد حصوله على المركز الأول في فصل صيفي تجريبي في جامعة كولومبيا في مدينة نيويورك، تمكن من الانتقال إلى كولومبيا.  هناك درس الكيمياء الكمومية مع تخصص فرعي في الفيزياء من عام 1948 إلى عام 1951.  كما عمل كمساعد تدريس، مما مكن جاو شياوكسيا من الانضمام إليه ودراسة الكيمياء التحليلية في جامعة نيويورك. 
حصل شو غوانغشيان على درجة الماجستير عام 1949 والدكتوراه عام 1951 بالعمل مع تشارلز أو. بيكمان. كانت أطروحته في الكيمياء الكمومية بعنوان "نظرية الكيمياء الكمومية النشطة بصريا". في فبراير 1949 أصبح عضو في جمعية فاي لامدا أبسيلون الوطنية الفخرية للكيمياء (ΦΛΥ). في أكتوبر 1950، أصبح شو عضو في Sigma Xi (ΣΞ). 
وفي الوقت نفسه، أدت الحرب الأهلية الصينية في الصين إلى تشكيل جمهورية الصين الشعبية عام 1949. اندلعت الحرب الكورية في يونيو 1950. وبعد فترة وجيزة، أصدرت حكومة الولايات المتحدة قانون يمنع المواطنين الصينيين الذين كانوا يدرسون في أمريكا من العودة إلى الصين. وبسبب مخاوفهما من عدم السماح لهما بالعودة إلى وطنهما إذا انتظرا حتى تحصل جاو شياوكسيا على درجة الدكتوراه، تقدمت شو قوانغشيان وجاو شياوكسيا بطلب للحصول على تأشيرات قصيرة الأجل إلى الصين. في 15 أبريل 1951، غادروا إلى الصين على متن السفينة الحربية يو إس إس جنرال جوردون، وهي واحدة من آخر ثلاث طرادات غادرت إلى الصين قبل دخول الحظر الأمريكي حيز التنفيذ. 

## العمل
عند عودته إلى الصين عام 1951، أصبح شو غوانغشيان أستاذ مشارك في قسم الكيمياء بجامعة بكين. وبحلول خريف عام 1952، أصبح أستاذ في قسم الكيمياء وقسم الفيزياء التقنية. شغل شو مناصب إدارية مختلفة في الجامعة. عمل بشكل أساسي في مجالات الكيمياء الكمومية ونظرية الرابطة الكيميائية. قام بدراسة خصائص الرابطة بين الجزيئات واقترح صيغة تربط بين ترتيب ملء المستويات المدارية الذرية وتجميع العناصر في فترات في الجدول الدوري. وقد أدى هذا إلى فهم أكبر لللانثانيدات والأكتينيدات.
أصبح شو غوانغشيان عميد القسم عام 1956 وأدار قسم الكيمياء الإشعاعية. كان شو مشاركًا في برنامج تطوير الأسلحة النووية الصينية، حيث لعب دورًا في فصل واستخراج العناصر للوقود النووي. وعلى وجه الخصوص، أجرى أبحاثًا تجريبية حول فصل اليورانيوم 235 واليورانيوم 238.  بعد عام 1966، عندما بدأت الثورة الثقافية، توقف قسم شو عن إجراء الأبحاث الذرية. 
أثناء الثورة الثقافية في الصين، اتُهم شو وزوجته جاو شياوكسيا بالتجسس لصالح الكومينتانغ وأُرسلا إلى معسكر عمل من عام 1969 إلى عام 1972.:8

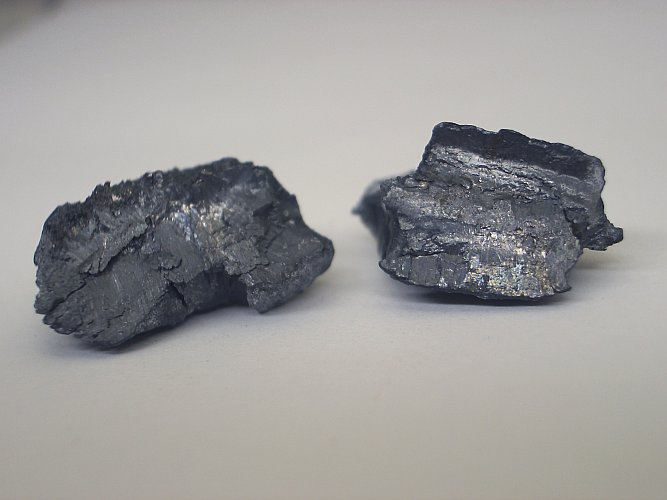
عنصر البراسيوديميوم

وعندما عاد إلى جامعة بكين عام 1972، طُلب منه تغيير مجال دراسته إلى استخراج البراسيوديميوم، (وهو عنصر أرضي نادر). خلال سبعينيات القرن العشرين، درس شو غوانغشيان الأساس النظري وتصميم الاستخلاص بالمذيبات، وطور نماذج رياضية، وقدم مساهمات مهمة نحو تطوير عمليات الفصل للعناصر الأرضية النادرة. ساهم تطوير شو غوانغشيان لتقنيات التحليل الدقيق في الاستقطاب في نجاح بحث شو. قام شو بتطوير عملية الاستخلاص بالتيار المعاكس (المعروفة باسم الاستخلاص المتسلسل أو الاستخلاص المتتالي) وخفض بشكل كبير الوقت اللازم لاستخراج المواد والتكلفة الناتجة عنها.
أسس شو غوانغشيان مركز أبحاث كيمياء العناصر الأرضية النادرة عام 1986 وكان له دور أساسي في إنشاء مختبر الدولة الرئيسي لكيمياء المواد الأرضية النادرة وتطبيقاتها عام 1989. شغل منصب مدير ورئيس اللجنة الأكاديمية.
عام 2005، أثار شو غوانغشيان مخاوف بشأن استخراج الثوريوم في منطقة باوتو، حيث تم إطلاق نفايات المناجم في النهر الأصفر.   يعد النهر الأصفر مصدر لمياه الشرب لحوالي 150 مليون شخص، لذا فإن التلوث الإشعاعي يمثل مشكلة خطيرة للغاية. واقترح شو أن يقوم الصينيون بتطوير مخزونات من العناصر الأرضية النادرة لتجنب نقص العناصر الأرضية النادرة.  نشر شو أكثر من 500 ورقة بحثية محكمة والعديد من الكتب. وشملت هذه المبادئ كيمياء الاستخلاص، واستخلاص المذيبات الأرضية النادرة، وبنية المادة والمبادئ الأساسية للكيمياء الكمومية والحسابات الأولية. أشرف شو على مئات الطلاب.

## الجوائز والأوسمة
- حصل شو مرتين على جائزة الدولة الصينية للعلوم الطبيعية (الدرجة الثانية والدرجة الثالثة، 1987)[2]
- حصل مرتين على جائزة الدولة للتقدم العلمي والتكنولوجي (الدرجة الثانية، 1998؛ الدرجة الثالثة، 1991)[2]
- حصل على جائزة هو ليونج هو لي للتقدم العلمي والتكنولوجي عام 1994.[2]
- حصل شو على جائزة الدولة المتميزة في العلوم والتكنولوجيا لعام 2008. وقد تم تقديمه له في قاعة الشعب الكبرى في بكين، في 9 يناير 2009، من قبل هو جين تاو. كما هنأ وين جيا باو شو أيضًا.[17][25] وتعتبر هذه الجائزة بمثابة جائزة نوبل بالنسبة للصين. [18]
- عام 2009، تم تكريم كل من شو غوانغشيان و تشيان شيويه سن و Zhang Guangdou و وو ون جيون بجائزة الإنجاز المتميز لخريجي SJTU الافتتاحية من جامعة Shanghai Jiao Tong.[26][4]
- تم تسمية الكويكب 345871 Xuguangxian، الذي اكتشفه علماء الفلك باستخدام برنامج مسح PMO NEO في مرصد Purple Mountain عام 2007، تخليدا لذكراه. تم نشر naming citation بواسطة مركز الكواكب الصغيرة في 9 يناير 2020 ( M.P.C. 120070 ).

## العضويات
- انتخب عضو في الأكاديمية الصينية للعلوم عام 1980[12]
- رئيس (1986-1990)، الجمعية الكيميائية الصينية (CCS)[1]
- نائب رئيس (1980-1999)، الجمعية الصينية للأتربة النادرة (CSRE)[1][27] نائب الرئيس الفخري بعد ذلك[1]
- رئيس تحرير مجلة العناصر الأرضية النادرة (دراسة من ثلاثة مجلدات عن علم وتكنولوجيا العناصر الأرضية النادرة في الصين)، مطبعة الصناعة المعدنية، بكين، 1995[28]
- رئيس تحرير مجلة العناصر الأرضية النادرة[29]

## روابط خارجية
- 中国稀土学报 Journal of Rare Earths (بالصينية)
- Xu Guangxian in Baidu.com (بالصينية)
- Xu Guangxian at Peking University (بالصينية)
- "PROFILE OF XU GUANGXIAN". مؤسسة هوليونغ هو لي. 2006. مؤرشف من الأصل في 2011-10-03. (بالإنجليزية)